# Gorgonia
Gorgonia is een geslacht van neteldieren uit de klasse Anthozoa (bloemdieren).

## Soorten
- Gorgonia capensis Hickson, 1900
- Gorgonia clathrus Pallas, 1766
- Gorgonia coarctata (Valenciennes, 1855)
- Gorgonia cribrum Valenciennes, 1846
- Gorgonia crinita Valenciennes, 1855
- Gorgonia elegans Duchassaing & Michelotti, 1864
- Gorgonia flabellum Linnaeus, 1758
- Gorgonia flavescens Kükenthal, 1924
- Gorgonia mariae Bayer, 1961
- Gorgonia occatoria (Valenciennes, 1855)
- Gorgonia palma Pallas, 1766
- Gorgonia reticulum Pallas, 1766
- Gorgonia sarmentosa Esper, 1789
- Gorgonia stricta Bertoloni, 1825
- Gorgonia suberosa Pallas, 1766
- Gorgonia subtilis Valenciennes, 1855
- Gorgonia venosa Valenciennes, 1855
- Gorgonia ventalina Linnaeus, 1758
- Gorgonia venusta Dana, 1846